# Berenice Gómez
Berenice Gómez Velásquez (La Candelaria, Caracas; 26 de junio de 1952-Bogotá; 27 de septiembre de 2020) conocida por su nombre artístico "La Bicha", fue una periodista, presentadora de televisión, locutora, cronista, escritora y panelista de televisión venezolana. Fue escritora de los diarios venezolanos: Últimas Noticias, el Nacional, El Universal y El Nuevo País.
Se dio a conocer por los programas Los Chismes de La Bicha y ¡Qué Mujeres!, fue locutora de "La Bicha y La Cuaima" junto a su hermana Eréndira Gómez en la emisora Radio Caracas Radio. A través de su sitio web Tururú Tururú (tururutururu.com) publicaba información con la misma temática que su programa de televisión.

## Biografía
Nacida en la urbanización La Candelaria de Caracas, hija de una familia perseguida por la dictadura de Marcos Pérez Jiménez. Egresó de la Universidad Central de Venezuela como Licenciada en Comunicación Social.
Se inicia en la televisión como panelista del programa "¡Qué Mujeres!" conducido por la actriz Elba Escobar y transmitido por Venevisión. De la mano del productor argentino Ricardo Peña también tuvo participación en Súper Sábado Sensacional. 
El 27 de febrero de 2004 en medio de las protestas en Venezuela de 2004 fue golpeada y amenazada. Llegaría a RCTV posteriormente y desarrolló una faceta como humorista en el show "Los cuentos de La Bicha" junto al humorista Napoleón Rivero. Tras el cierre del canal, Berenice aseguró que tanto ella como su familia se han visto hostigados como consecuencia de sus comentarios críticos contra la dictadura de Hugo Chávez.
En 2017, Gómez se vio obligada a emigrar a Colombia por su oposición a Nicolás Maduro, donde posteriormente fue diagnosticada con cáncer. Su hija explicó que Berenice necesitaba recibir una histerectomía, la extirpación total o parcial del útero, después de la cual se le realizarían los estudios y exámenes pertinentes para descartar cualquier complicación de salud derivada de la presencia del tumor. Después del diagnóstico, se inició una campaña de donativos en la plataforma GoFundMe.
El 27 de septiembre de 2020 falleció a causa de una infección bacteriana que contrajo en quirófano luego de ser operada en el mes de agosto.

## Filmografía
| Año       | Programa                      | Rol               | Cadena     |
| --------- | ----------------------------- | ----------------- | ---------- |
| 2001-2003 | ¡Qué Mujeres!                 | Panelista         | Venevisión |
| 2001-2002 | Súper Sábado Sensacional      | Panelista         | Venevisión |
| 2002      | El Acorazado de las Estrellas |                   | venevisión |
| 2004-2010 | Los chismes de la Bicha       | Animadora         | RCTV       |
| 2007      | De boca en boca               | Invitada especial | RCTV       |
| 2007      | Poniendo la Cómica            | Invitada especial | RCTV       |